# Luther Burbank
Luther Burbank (ur. 7 marca 1849 w Lancaster, zm. 11 kwietnia 1926 w Santa Rosa) – amerykański przyrodnik, botanik, ogrodnik, hodowca roślin, opracował nowe metody hodowli, wyhodował liczne nowe odmiany roślin. 

## Życiorys
W swej 55-letniej karierze wyhodował ponad 800 gatunków i odmian roślin uprawnych. Burbank w swych pracach zajmował się zarówno owocami, jak i kwiatami, zbożami, trawami czy warzywami. Jego dziełem był np. pozbawiony kolców kaktus (jako pasza dla bydła) oraz krzyżówka śliwy i moreli o nazwie plumcot.
Najbardziej znanymi dziełami Burbanka były Leucanthemum x superbum, Fire poppy, brzoskwinia July Elberta, śliwa Santa Rosa, brzoskwinia Flaming Gold i biała jeżyna. 
Burbank przez rok uczęszczał do Lancaster Academy, gdzie miał okazję przeczytać książkę Karola Darwina On The Variation of Animals and Plants Under Domestication. Książka ta wywarła ogromny wpływ na jego karierę. Dzięki niej zapoznał się z metodami selekcji stosowanymi przez hodowców i na tej podstawie, na rodzinnej farmie w Lunenburgu w stanie Massachusetts, wyhodował nową odmianę ziemniaka o ciemnobrązowej skórce i białym miąższu, którą nazwano ziemniakami Burbanka. Okazały się odmianą bardzo popularną i ważną z gospodarczego punktu widzenia, poprzedniczką odmiany Idaho i są dziś podstawą wielu odmian.
Burbank był honorowym członkiem Związku Hodowców Amerykańskich (ang. American Breeders' Association).